# International Champions Cup 2017
La International Champions Cup 2017 fue la 5ª edición de este torneo bajo su actual nombre, y en general la octava edición de esta competencia organizada anualmente por la empresa estadounidense Relevent Sports Group, la cual reúne a los mejores clubes del mundo y sirve como preparación de cara a la temporada futbolística 2017-18. Se disputará entre el 18 y 30 de julio de 2017 en 3 zonas geográficas: China, Estados Unidos y Singapur. 
El torneo estará conformado por 15 clubes, los cuales jugaran (dependiendo de su zona) un total de entre 2 a 3 partidos cada uno. En caso de empate después de los 90 minutos reglamentarios, se ejecutara una tanda de penaltis en donde el ganador de esta obtendrá 2 puntos, mientras que al perdedor solo se le otorgara una unidad. Al finalizar todos los encuentros, el equipo mejor ubicado en cada una de las tablas regionales se proclamara campeón de su respectiva zona geográfica. Para determinar al mejor equipo de la competencia (aunque no se considere un título como tal) se tomaran en cuenta todos los partidos en general, en donde al club mejor posicionado se le adjudicara este logro.

## Sistema de puntuación
| Partido ganado | Partido ganado (penales) | Partido perdido (penales) | Partido perdido |
| -------------- | ------------------------ | ------------------------- | --------------- |
| 3 puntos       | 2 puntos                 | 1 punto                   | 0 puntos        |

## Equipos participantes
El Real Madrid y Barcelona fueron los primeros dos equipos que se anunciaron para el torneo americano. El Manchester United  también participó en el torneo junto al Manchester City.

### Zona de Estados Unidos
| País       | Equipo              | Ciudad     | Liga           |
| ---------- | ------------------- | ---------- | -------------- |
| Francia    | París Saint-Germain | París      | Ligue 1        |
| España     | FC Barcelona        | Barcelona  | LaLiga         |
| España     | Real Madrid         | Madrid     | LaLiga         |
| Inglaterra | Manchester United   | Mánchester | Premier League |
| Inglaterra | Manchester City     | Mánchester | Premier League |
| Inglaterra | Tottenham Hotspur   | Londres    | Premier League |
| Italia     | AS Roma             | Roma       | Serie A        |
| Italia     | Juventus            | Turin      | Serie A        |

### Zona de China
| País       | Equipo            | Ciudad   | Liga           |
| ---------- | ----------------- | -------- | -------------- |
| Italia     | AC Milan          | Milán    | Serie A        |
| Italia     | FC Internazionale | Milán    | Serie A        |
| Alemania   | Borussia Dortmund | Dortmund | Bundesliga     |
| Alemania   | Bayern Múnich     | Múnich   | Bundesliga     |
| Inglaterra | Arsenal           | Londres  | Premier League |
| Francia    | Olympique de Lyon | Lyon     | Ligue 1        |

### Zona de Singapur
| País       | Equipo            | Ciudad  | Liga           |
| ---------- | ----------------- | ------- | -------------- |
| Italia     | FC Internazionale | Milán   | Serie A        |
| Alemania   | Bayern Múnich     | Múnich  | Bundesliga     |
| Inglaterra | Chelsea           | Londres | Premier League |

## Sedes

### Estados Unidos
| Orlando               | Detroit                       | Landover          | Foxborough        | Miami             |
| --------------------- | ----------------------------- | ----------------- | ----------------- | ----------------- |
| Camping World Stadium | Comerica Park                 | FedEx Field       | Gillette Stadium  | Hard Rock Stadium |
| Capacidad: 65,000     | Capacidad: 41,083             | Capacidad: 82,000 | Capacidad: 65.878 | Capacidad: 65.326 |
|                       |                               |                   |                   |                   |
| Santa Clara           | Los Ángeles                   | East Rutherford   | Nashville         | Houston           |
| Levi's Stadium        | Los Angeles Memorial Coliseum | MetLife Stadium   | Nissan Stadium    | NRG Stadium       |
| Capacidad: 68,500     | Capacidad: 78,467             | Capacidad: 82,500 | Capacidad: 69,143 | Capacidad: 72,220 |
|                       |                               |                   |                   |                   |
| Harrison              |                               |                   |                   |                   |
| Red Bull Arena        |                               |                   |                   |                   |
| Capacidad: 25,000     |                               |                   |                   |                   |
|                       |                               |                   |                   |                   |

### China
| Guangzhou         | Nankín                        | Shanghái            | Shenzhen            |
| ----------------- | ----------------------------- | ------------------- | ------------------- |
| Estadio Tianhe    | Nanjing Olympic Sports Center | Estadio de Shanghái | Estadio de Shenzhen |
| Capacidad: 54,856 | Capacidad: 61,443             | Capacidad: 56,842   | Capacidad: 32,500   |
|                   |                               |                     |                     |

### Singapur
| Singapur                     |
| ---------------------------- |
| Estadio Nacional de Singapur |
| Capacidad: 55,000            |
|                              |

## Partidos

### Estados Unidos
| Pos. | Equipo              | Pts. | PJ | PG | PE | PP | GF | GC | Dif. |
| ---- | ------------------- | ---- | -- | -- | -- | -- | -- | -- | ---- |
| 1.º  | Barcelona           | 9    | 3  | 3  | 0  | 0  | 6  | 3  | 3    |
| 2.º  | Manchester City     | 6    | 3  | 2  | 0  | 1  | 7  | 3  | 4    |
| 3.º  | Roma                | 5    | 3  | 1  | 0  | 2  | 5  | 4  | 1    |
| 4.º  | Manchester United   | 5    | 3  | 2  | 0  | 1  | 3  | 2  | 1    |
| 5.º  | Juventus            | 5    | 3  | 2  | 0  | 1  | 5  | 5  | 0    |
| 6.º  | Tottenham Hotspur   | 3    | 3  | 1  | 0  | 2  | 6  | 8  | −2   |
| 7.º  | París Saint-Germain | 2    | 3  | 1  | 0  | 2  | 5  | 8  | −3   |
| 8.º  | Real Madrid         | 1    | 3  | 0  | 0  | 3  | 4  | 8  | −4   |

| 19 de julio de 2017, 20:00 EDT | Roma                                     | 1:1 (0:1) (3:5 p.)         | París Saint-Germain                                 | Comerica Park, Detroit                                  |                                                         |
|                                | - Sadiq 60'                              | Reporte                    | - 36' Marquinhos                                    | Asistencia: 36.289 espectadores Árbitro(s): Chris Penso | Asistencia: 36.289 espectadores Árbitro(s): Chris Penso |
|                                |                                          | Tiros desde el punto penal |                                                     |                                                         |                                                         |
|                                | - Peres - Nainggolan - Gerson - De Rossi |                            | - Moura - Nkunku - Callegari - Édouard - Marquinhos |                                                         |                                                         |

| 20 de julio de 2017, 20:30 CST | Manchester United           | 2:0 (2:0) | Manchester City | NRG Stadium, Houston                                      |                                                           |
|                                | - Lukaku 37' - Rashford 39' | Reporte   |                 | Asistencia: 67.401 espectadores Árbitro(s): Ismail Elfath | Asistencia: 67.401 espectadores Árbitro(s): Ismail Elfath |
| Derbi de Mánchester en Houston |                             |           |                 |                                                           |                                                           |

| 22 de julio de 2017, 18:05 EDT | Juventus        | 1:2 (0:2) | Barcelona        | MetLife Stadium, East Rutherford                            |                                                             |
|                                | - Chiellini 63' | Reporte   | - 15' 26' Neymar | Asistencia: 82.104 espectadores Árbitro(s): Edvin Jurisevic | Asistencia: 82.104 espectadores Árbitro(s): Edvin Jurisevic |

| 22 de julio de 2017, 20:00 EDT | Tottenham Hotspur                                                                | 4:2 (2:2) | París Saint-Germain                      | Camping World Stadium, Orlando                        |                                                       |
|                                | - Christian Eriksen 11' - Eric Dier 18' - Toby Alderweireld 82' - Harry Kane 88' | Reporte   | - 6' Edinson Cavani - 36' Javier Pastore | Asistencia: 33.322 espectadores Árbitro(s): Ted Unkel | Asistencia: 33.322 espectadores Árbitro(s): Ted Unkel |

| 23 de julio de 2017, 14:00 PDT | Real Madrid                                                                         | 1:1 (0:1) (1:2 p.)         | Manchester United                                                                        | Levi's Stadium, Santa Clara                                 |                                                             |
|                                | - Casemiro 69'                                                                      | Reporte                    | - 46' Jesse Lingard                                                                      | Asistencia: 65.109 espectadores Árbitro(s): Scott Kachmarik | Asistencia: 65.109 espectadores Árbitro(s): Scott Kachmarik |
|                                |                                                                                     | Tiros desde el punto penal |                                                                                          |                                                             |                                                             |
|                                | - Mateo Kovačić - Oscar Rodríguez - Luis Miguel Quezada - Theo Hernández - Casemiro |                            | - Anthony Martial - Scott McTominay - Henrikh Mkhitaryan - Victor Lindelöf - Daley Blind |                                                             |                                                             |

| 25 de julio de 2017, 20:00 EDT | Tottenham Hotspur                       | 2:3 (0:1) | Roma                                                          | Red Bull Arena, Harrison                                    |                                                             |
|                                | - Harry Winks 87' - Vincent Janssen 89' | Reporte   | - 13' Diego Perotti - 70' Cengiz Ünder - 90' Marco Tumminello | Asistencia: 26.192 espectadores Árbitro(s): Hilario Grajeda | Asistencia: 26.192 espectadores Árbitro(s): Hilario Grajeda |

| 26 de julio de 2017, 19:30 EDT | Barcelona    | 1:0 (1:0) | Manchester United | FedExField, Landover                                           |                                                                |
|                                | - Neymar 31' | Reporte   |                   | Asistencia: 80.162 espectadores Árbitro(s): Armando Villarreal | Asistencia: 80.162 espectadores Árbitro(s): Armando Villarreal |

| 26 de julio de 2017, 20:30 EDT | París Saint-Germain                       | 2:3 (0:1) | Juventus                                          | Hard Rock Stadium, Miami                              |                                                       |
|                                | - Gonçalo Guedes 53' - Javier Pastore 80' | Reporte   | - 45' Gonzalo Higuain - 62' 89' Claudio Marchisio | Asistencia: 44.444 espectadores Árbitro(s): Ted Unkel | Asistencia: 44.444 espectadores Árbitro(s): Ted Unkel |

| 26 de julio de 2017, 20:00 PDT | Manchester City                                       | 4:1 (0:0) | Real Madrid | LA Memorial Coliseum, Los Ángeles                            |                                                              |
|                                | - Otamendi 52' - Sterling 59' - Stones 67' - Díaz 81' | Reporte   | - 90' Óscar | Asistencia: 93.098 espectadores Árbitro(s): Baldomero Toledo | Asistencia: 93.098 espectadores Árbitro(s): Baldomero Toledo |

| 29 de julio de 2017, 17:00 CDT | Manchester City                                              | 3:0 (1:0) | Tottenham Hotspur | Nissan Stadium, Nashville                                 |                                                           |
|                                | - John Stones 10' - Raheem Sterling 72' - Brahim Díaz 90'+1' | Reporte   |                   | Asistencia: 56.232 espectadores Árbitro(s): Fotis Bazakos | Asistencia: 56.232 espectadores Árbitro(s): Fotis Bazakos |

| 29 de julio de 2017, 19:30 EDT | Real Madrid                             | 2:3 (2:2) | Barcelona                                              | Hard Rock Stadium, Miami                                 |                                                          |
|                                | - Mateo Kovačić 14' - Marco Asensio 36' | Reporte   | - 3' Lionel Messi - 7' Ivan Rakitić - 50' Gerard Piqué | Asistencia: 66.014 espectadores Árbitro(s): Jair Marrufo | Asistencia: 66.014 espectadores Árbitro(s): Jair Marrufo |
| El Clásico en Miami            |                                         |           |                                                        |                                                          |                                                          |

| 30 de julio de 2017, 16:00 EDT | Roma                                                                               | 1:1 (0:1) (4:5 p.)         | Juventus                                                                                        | Gillette Stadium, Foxborough                               |                                                            |
|                                | - Edin Džeko 74'                                                                   | Reporte                    | - 29' Mario Mandžukić                                                                           | Asistencia: 33.039 espectadores Árbitro(s): Jorge Gonzalez | Asistencia: 33.039 espectadores Árbitro(s): Jorge Gonzalez |
|                                |                                                                                    | Tiros desde el punto penal |                                                                                                 |                                                            |                                                            |
|                                | - Marco Tumminello - Lorenzo Pellegrini - Juan Iturbe - Bruno Peres - Cengiz Ünder |                            | - Stephan Lichtsteiner - Andrea Barzagli - Federico Bernardeschi - Sami Khedira - Douglas Costa |                                                            |                                                            |

### China
| Pos. | Equipo            | Pts. | PJ | PG | PE | PP | GF | GC | Dif. |
| ---- | ----------------- | ---- | -- | -- | -- | -- | -- | -- | ---- |
| 1.º  | Borussia Dortmund | 3    | 1  | 1  | 0  | 0  | 3  | 1  | 2    |
| 2.º  | Internazionale    | 3    | 1  | 1  | 0  | 0  | 1  | 0  | 1    |
| 3.º  | Milan             | 3    | 2  | 1  | 0  | 1  | 5  | 3  | 2    |
| 4.º  | Arsenal           | 2    | 1  | 1  | 0  | 0  | 1  | 1  | 0    |
| 5.º  | Bayern Múnich     | 1    | 2  | 0  | 0  | 2  | 1  | 5  | −4   |
| 6.º  | Olympique de Lyon | 0    | 1  | 0  | 0  | 1  | 0  | 1  | −1   |

| 18 de julio de 2017, 19:20 CST | Milan       | 1:3 (1:2) | Borussia Dortmund                | Estadio Tianhe, Guangzhou                             |                                                       |
|                                | - Bacca 24' | Reporte   | - 16' Şahin - 20' 62' Aubameyang | Asistencia: 19.000 espectadores Árbitro(s): Zhang Lei | Asistencia: 19.000 espectadores Árbitro(s): Zhang Lei |

| 19 de julio de 2017, 19:20 CST | Bayern Múnich                                | 1:1 (1:0) (2:3 p.)         | Arsenal                             | Estadio de Shanghai, Shanghái                         |                                                       |
|                                | - Lewandowski 8'                             | Reporte                    | - 90'+3' Iwobi                      | Asistencia: 55.891 espectadores Árbitro(s): Guan Xing | Asistencia: 55.891 espectadores Árbitro(s): Guan Xing |
|                                |                                              | Tiros desde el punto penal |                                     |                                                       |                                                       |
|                                | - Alaba - Hummels - Coman - Sanches - Bernat |                            | - Ramsey - Elneny - Monreal - Iwobi |                                                       |                                                       |
| Audi Football Summit           |                                              |                            |                                     |                                                       |                                                       |

| 22 de julio de 2017, 17:35 CST | Bayern Múnich | 0:4 (0:3) | Milan                                           | Estadio de Shenzhen, Shenzhen                      |                                                    |
|                                |               | Reporte   | - 14' Kessié - 25' 43' Cutrone - 85' Çalhanoğlu | Asistencia: 39.998 espectadores Árbitro(s): Ai Kun | Asistencia: 39.998 espectadores Árbitro(s): Ai Kun |
| Audi Football Summit           |               |           |                                                 |                                                    |                                                    |

| 24 de julio de 2017, 20:05 CST | Internazionale       | 1:0 (0:0) | Olympique de Lyon | Nanjing Olympic Sports Center, Nankín |                     |
|                                | - Stevan Jovetić 74' | Reporte   |                   | Árbitro(s): Ma Ning                   | Árbitro(s): Ma Ning |

* Nota: Campeonato de la zona China vacante, porque no se jugaron todos los partidos

### Singapur
| Pos. | Equipo         | Pts. | PJ | PG | PE | PP | GF | GC | Dif. |
| ---- | -------------- | ---- | -- | -- | -- | -- | -- | -- | ---- |
| 1.º  | Internazionale | 6    | 2  | 2  | 0  | 0  | 4  | 1  | 3    |
| 2.º  | Bayern Múnich  | 3    | 2  | 1  | 0  | 1  | 3  | 4  | −1   |
| 3.º  | Chelsea        | 0    | 2  | 0  | 0  | 2  | 3  | 5  | −2   |

| 25 de julio de 2017, 20:35 UTC+8 | Chelsea                                      | 2:3 (1:3) | Bayern Múnich                        | Estadio Nacional, Singapur                                                     |                                                                                |
|                                  | - Marcos Alonso 45'+3' - Michy Batshuayi 86' | Reporte   | - 6' Rafinha - 12' 27' Thomas Müller | Asistencia: 48.522 espectadores Árbitro(s): Muhammad Taqi Aljaafari Bin Jahari | Asistencia: 48.522 espectadores Árbitro(s): Muhammad Taqi Aljaafari Bin Jahari |

| 27 de julio de 2017, 21:35 UTC+8 | Bayern Múnich | 0:2 (0:2) | Internazionale | Estadio Nacional, Singapur                             |                                                        |
|                                  |               | Reporte   | - 8' 30' Éder  | Asistencia: 23.388 espectadores Árbitro(s): Jansen Foo | Asistencia: 23.388 espectadores Árbitro(s): Jansen Foo |

| 29 de julio de 2017, 19:35 UTC+8 | Chelsea                         | 1:2 (0:1) | Internazionale                             | Estadio Nacional, Singapur                                |                                                           |
|                                  | - Geoffrey Kondogbia 74' (a.g.) | Reporte   | - 45'+3' Stevan Jovetic - 53' Ivan Perisic | Asistencia: 32.574 espectadores Árbitro(s): Sukhbir Singh | Asistencia: 32.574 espectadores Árbitro(s): Sukhbir Singh |

| Predecesor: 2016 | International Champions Cup ex World Football Challenge 2017 | Sucesor: 2018 |